# Teresa Kaczmarek
Teresa Kaczmarek, coniugata Ostańska (Bydgoszcz, 18 febbraio 1934), è un'ex cestista polacca.

## Carriera
Con la Polonia ha disputato quattro edizioni dei Campionati europei (1956, 1958, 1960, 1964).